# Osztálykirándulás

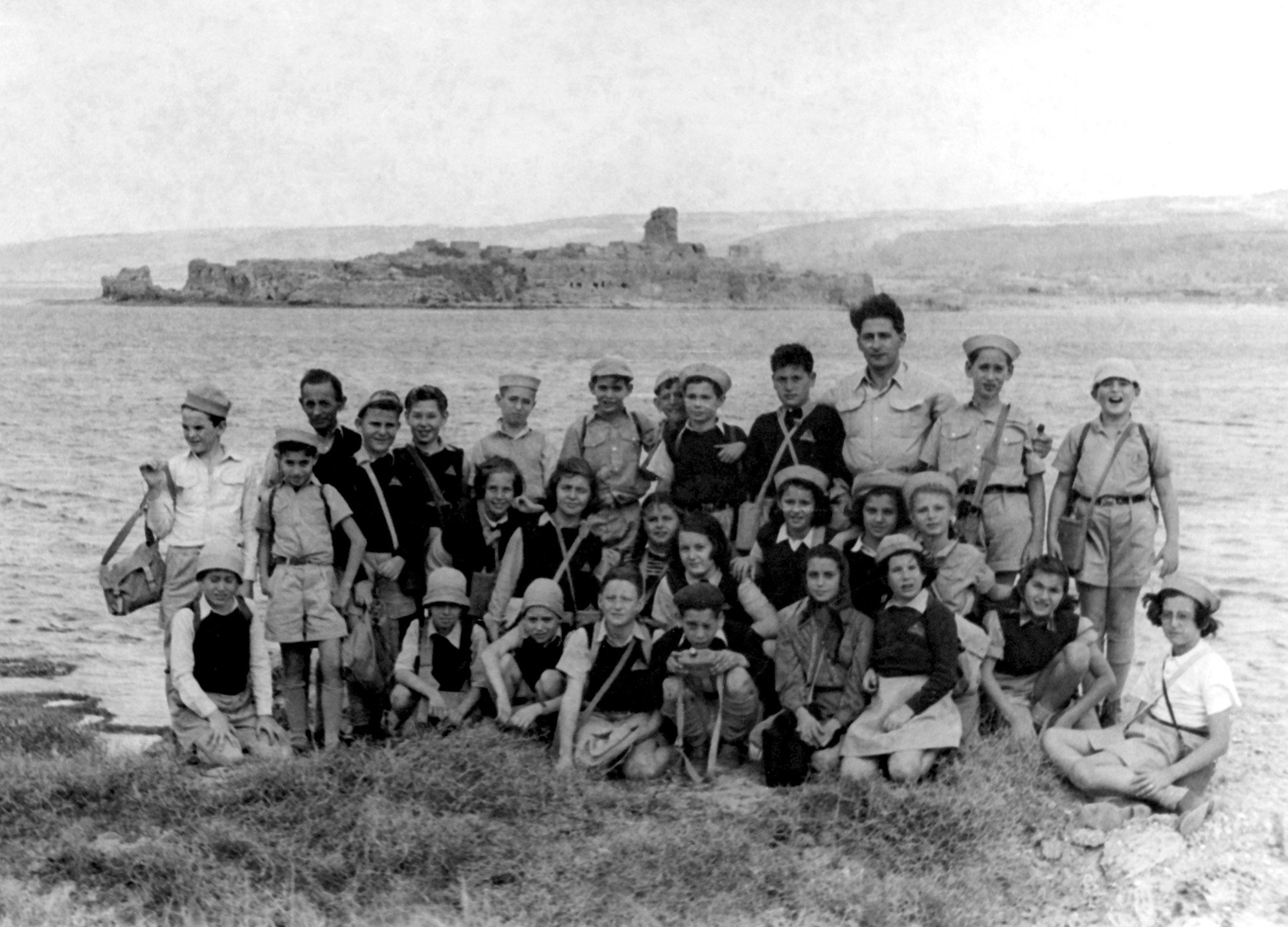
Osztálykirándulás (1950)

Az osztálykirándulás azoknak a kirándulásoknak, nyaralásoknak a gyűjtőneve, amelyen egy általános-, vagy középiskolai osztály tagjai vesznek részt. Az osztálykirándulás a tanulók kikapcsolódását, szórakozását elősegítő, közösségformáló iskolán kívüli önkéntes csoportos összejövetel, amelyet a tanulók szabadidejében kell szervezni. A kirándulás célja többféle lehet, de az osztálykirándulások szervezőeleme miatt a legtöbbnek tanulmányi vetülete is van. Az osztálykirándulás alatt a diákok kulturális, illetve szociális élményekkel gazdagodnak.
Az osztálykirándulás egy-, illetve többnapos is, az úti cél belföldi és külföldi egyaránt lehet.
Az osztálykirándulások jellege, fajtája, valamint felépítése eltérő lehet, ez függ a kiránduláson részt vevő diákok életkorától, valamint az osztálykirándulás témájától.

## Osztálykirándulás az általános iskolában
Az általános iskoláskorú diákoknak szervezett osztálykirándulások felépítése is többféle lehet, általában az alsó- és felső tagozat ebben az esetben is választóvonal.

### Alsó tagozatos osztálykirándulások
Az általános iskola alsó tagozatába járó kisgyermekek esetében az osztálykirándulás a szülőktől való elszakadás, a huzamosabb ideig tartó önálló időtöltés egyik nagy próbája. A jellemzően 6-10 éves gyermekek osztálykirándulása során a kísérő pedagógusoknak kiemelt hangsúlyt kell fektetniük a gyermekek szocializációs igényeire, kihívásaira. Az esetek döntő többségében a gyermekek az ilyen osztálykirándulások alkalmával szakadnak el először a szülőktől (és a nagyszülőktől). Ezt van, aki könnyen feldolgozza, de az elszakadást különösen nehezen viselő gyermekek esetében fontos, hogy a kísérő pedagógus kellő empátiával és szakértelemmel kezelje a honvágyat.
Az alsós diákcsoportok osztálykirándulása még inkább statikus, gyakran egy táborhelyen zajlik. A programokról a pedagógusok gondoskodnak, a tábor területéről jellemzően nem mennek el, az iskolainál kötetlenebb tanulmányi programok, sorversenyek, sportolási lehetőségek és kézműves foglalkozások egész napra lekötik a gyermekeket.
Az alsós osztálykirándulások rendszerint pár naposak (3-4 éjszaka, inkább egy hosszú hétvége időintervallumával azonosak), épp a honvágy könnyebb elviselhetősége érdekében.

### Felső tagozatos osztálykirándulások
Az idősebb gyermekek osztálykirándulása során már teljesen más sarokpontok mentén szerveződik és zajlik le a kirándulás. 
A 10-14 éves gyermekek már sokkal könnyebben szakadnak el az otthontól, a honvágy már nem olyan jelentős és általános, mint az alsósoknál, mégis előfordul bizonyos esetekben. A szocializációs folyamatok elsőbbsége helyett a közösségi élmény lesz a meghatározó. 
Főleg a 7-8. osztályos gyerekekkel már el lehet utazni hosszabb időre, gyakoriak az egy hetes osztálykirándulások, a diákok életkorának növekedésével egyenesen arányosan változik a kirándulások tematikája is. Az idősebbeknél a táborhelyi, zárt foglalkozásokat fokozatosan váltják fel a kulturális jellegű időtöltések, a városlátogatások, a történelmi-, irodalmi, művészeti ismeretek átadása.

## Osztálykirándulás a középiskolában
A középiskolás korú kamaszok esetében az osztálykirándulások már szinte kivétel nélkül a kulturális ismeretek átadására koncentrál, a közösségi élmény válik a fő mozgatórugóvá.
Középiskolásokkal az osztálykirándulás már gyakorta nemcsak belföldi, hanem külföldi desztinációkat is céloz. A gyermekek tudás- és ismeretanyagának ilyen irányú bővítése a kiemelt feladatai közé tartozik a kísérő pedagógusoknak.

## Erdei iskola
A magyarországi hagyomány az osztálykirándulások eltérő célja szerint kategorizálja a diákok csoportos üdültetését, és ezt névleg is megkülönböztetik. Az erdei iskola  olyan, a környezet adottságaira építő többnapos tanulási forma, ahol a tananyag szervesen összefügg az iskola tantervével és a tanítás helyszínével. A tudás tárgya az iskola természeti környezete, amiről a tanulók ismeretbővítő és képességfejlesztő céllal, aktív tevékenységen keresztül, szereznek ismereteket.
Erdei iskolának nevezzük azokat az osztálykirándulásokat, bár a két kategória csak részben fedi egymást, amelyek programjai között kiemelt hangsúlyt kapnak a szabadban, a táborhelyen megtartott tanórák. Az erdei iskolai oktatás jóval lazább és kötetlenebb, a klasszikus iskolai tanórákhoz képest inkább játékos tanulásról beszélhetünk. 
Inkább a kisgyermekek, az alsós diákok körében népszerű ez a fajta osztálykirándulás, a felsősök és a középiskolás tanulók számára már inkább városlátogatásokat szerveznek a pedagógusok.